# Naltrexon

Naltrexon

Naltrexon (systematický název 17-(cyklopropylmethyl)-4,5α-epoxy-3,14-dihydroxymorfinan-6-on) je antagonista opiátových receptorů, který se používá při léčbě závislosti na alkoholu nebo na opiátech. Jeho působení je podobné naloxonu, od kterého se však liší. Naloxon se používá v naléhavých případech předávkování, zatímco naltrexon se používá v dlouhodobějším horizontu pro celkovou léčbu závislosti. Od naloxonu se liší dlouhodobějším účinkem a pozdějším nástupem účinku.
V nízkých dávkách podávaný naltrexon (tzv. „low dose naltrexone“, LDN), což je přibližně desetina množství používaná při léčbě alkoholové či opiátové závislosti, se používá pro experimentální léčbu s imunitou spojených onemocnění, jako je HIV/AIDS, roztroušená skleróza (zejména primárně progresivní forma), Parkinsonova nemoc, rakovina, fibromyalgie, autoimunitní nemoci jako revmatoidní artritida nebo Bechtěrevova nemoc, Crohnova choroba, ulcerózní kolitida, Hašimotova tyroiditida a onemocnění centrální nervové soustavy (CNS).